# Shāng Tāng
Shāng Tāng (en chino tradicional, 湯; en chino simplificado, 汤; pinyin, Tāng) fue el primer rey de la dinastía Shang tras derrocar a Xiǎ Jié (夏桀), último gobernante de la dinastía Xia.

## Familia
Uno de sus antepasados fue Yǐlǚ (乙履), quien se casó con Jiàndì (剑帝, "espada imperial"), la hija de Gaoxin (高兴). Este tenía un hijo llamado Yao Situ (钥匙图), quien fue designado vasallo del rey Xiǎ por su buena disposición a la hora de ayudar a la gente. Trece generaciones después nacieron su padre, Zhūguì (朱贵), y su madre, Fúdōu (扶都).

## Historia
Shāng Tāng (商湯) nació alrededor del 1675 a. C. Cuando creció, devino gobernante de uno de los reinos que servían a Xiǎ Jié. Yīyǐn (伊尹), quien deseaba servirle, pasó a formar parte de su corte después de que Shāng Tāng se casara con la hija del príncipe Xīn (新), a quien pertenecía su custodia y quien no deseaba desprenderse de él fácilmente.
A pesar de que entró como cocinero[cita requerida], jugaría un papel destacado en la conspiración contra Xiǎ Jié. Por el momento, el monarca le dará su confianza bañándolo envuelto con humo y untándolo en sangre de cerdo convirtiéndolo así, mediante un ritual de purificación sobre agua y fuego, en su ministro.[cita requerida]

### La conspiración
Poco a poco, Shāng Tāng fue creciendo en poder a expensas de otros vasallos. Encontró partidarios en más de 40 reinos. Con el tiempo, advirtió que Xiǎ Jié maltrataba a su pueblo. Fue entonces cuando Yīyǐn recomendó al rey que dejara de pagarle tributo. La ira del emperador le llevó a mandar una expedición contra él pero gracias a los consejos de Yīyǐn decidió esperar para responder.
Al año siguiente, Shāng Tāng se volvió a negar a pagar al rey y en un discurso expresó su deseo de que hubiera paz en el reino, a pesar de que el terror del tirano Xiǎ Jié les obligaba a actuar, de acuerdo con el Mandato del Cielo. También señaló que los propios generales de Xiǎ Jié no debían obedecer sus órdenes.
Cuando el emperador pidió a sus vasallos tomar las armas, éstos no le siguieron, y será entonces cuando Shāng Tāng decidió emprender una campaña contra él. En el año decimoquinto del reinado de Xiǎ Jié, Shāng Tāng se dirigió a la capital Bó (博). Dos años más tarde envió a su ministro, Yīyǐn (伊尹), el cual permaneció en la capital Xiǎ unos tres años antes de regresar a Shāng Tāng.
El poder de Shāng Tāng siguió creciendo y, en el año 26 del reinado de Xiǎ Jié, decidió conquistar la ciudad de Wén (文). Dos años más tarde fue atacado por Kūn Wú (昆吾). A pesar de este contratiempo, Shāng Tāng continuó expandiendo sus dominios en varios frentes, encontrando leales en Jingbo. Shāng Tāng y sus aliados conquistaron Mitxu (密須, actualmente 密縣), Wèi (位)  o el condado de Huā (花)  y atacaron Gǔ (古) o el condado de Fran, que también fue conquistada al año siguiente. Zōng Gǔ (终古), historiador de la corte de Xiǎ Jié, huyó de él para seguir a Shāng Tāng.

### La batalla de Míngtiáo (鸣条)
A continuación, el ejército de Xiǎ Jié luchó contra las fuerzas de Shāng Tāng en la batalla de Míngtiáo durante una tormenta con grandes truenos. Finalmente, el Xiǎ será derrotado. Xiǎ Jié consiguió y escapar y llegar hasta Sanzong (三中). Las fuerzas de Shāng Tāng bajo su general Wúzi (吴子) persiguieron a Xiǎ Jié en Chéng (成), lo capturaron en Jiǎomén (角门) y lo depusieron, poniendo fin a la dinastía Xiǎ. Finalmente, Xiǎ Jié fue al exilio en Nánzhào (南詔). Por alguna razón, acabó muriendo de enfermedad. Así, Shāng Tāng lo sucedió como emperador.

### Su reinado
El reinado de Shāng Tāng ha sido muy valorado por todos los chinos pues bajó los impuestos y la tasa de reclutamiento de soldados. Su influencia se extendió por el río Amarillo y muchas tribus periféricas, como Di (地) y Qiáng (强), se convirtieron en vasallas del imperio. También estableció Anyang (安阳) como la nueva capital de China. En muestra de buena voluntad para con sus enemigos, construyó el palacio de Xiǎ Jié en memoria de su predecesor.
Lamentablemente, en los primeros cinco años de su reinado hubo varias sequías. Sin embargo, como compensación, ordenó la fabricación de monedas de oro para distribuirlas entre las familias pobres que debido a problemas económicos se habían visto obligadas incluso a vender a sus hijos. Con ese dinero podrían recuperar a sus hijos y vivir todos ellos felices. En el año noveno de su reinado trasladó los "nueve calderos trípodes" fabricados por Yu de Xia al palacio dinástico. Actuó como líder durante unos diecisiete años. A su muerte, acaecida en el 1646 a. C., habría sido sucedido por sus hijos, Wàibǐng (外丙) y Zhòngrén (仲壬), o directamente por su nieto, Tàijiā (泰嘉).